# 8. п. н. е.
8. п. н. е. била је или обична година која почиње у петак или суботу или преступна година која почиње у четвртак јулијанског календара и уобичајена година која почиње у среду по пролептичком јулијанском календару. У то вријеме је била позната као година конзулства Цензорина и Гаја Асинија (или, ређе, година 746. Ab urbe condita). Деноминација 8. п. н. е. за ову годину се користи од раног средњег вијека, када је календарска ера Anno Domini постала преовлађујући метод у Европи за именовање година.

## Догађаји
- Краљ Марбод постаје владар германског племена Маркомана[1] и започиње рат против Римљана како би зауставио њихов продор у подручје Бохемије.[2]
- Арминије, син херусканског поглавице, одведен је као талац у Рим, гдjе је добио војно образовање.[3][4]
- Послије 20 година, цар Август започиње свој други попис Римског царства.[5]
- Сектилис, осми мjесец раног јулијанског календара, је декретом римског Сената преименован у Augustus (Август) у част Августа.[6]

## Смрти
- 27. новембар — Хорације, римски песник и писац (р. 65. п. н. е.)
- Гај Килније Мецена, римски политичар (70. п. н. е.)
- Полемон I, краљ Босфорског краљевства